# Narybek

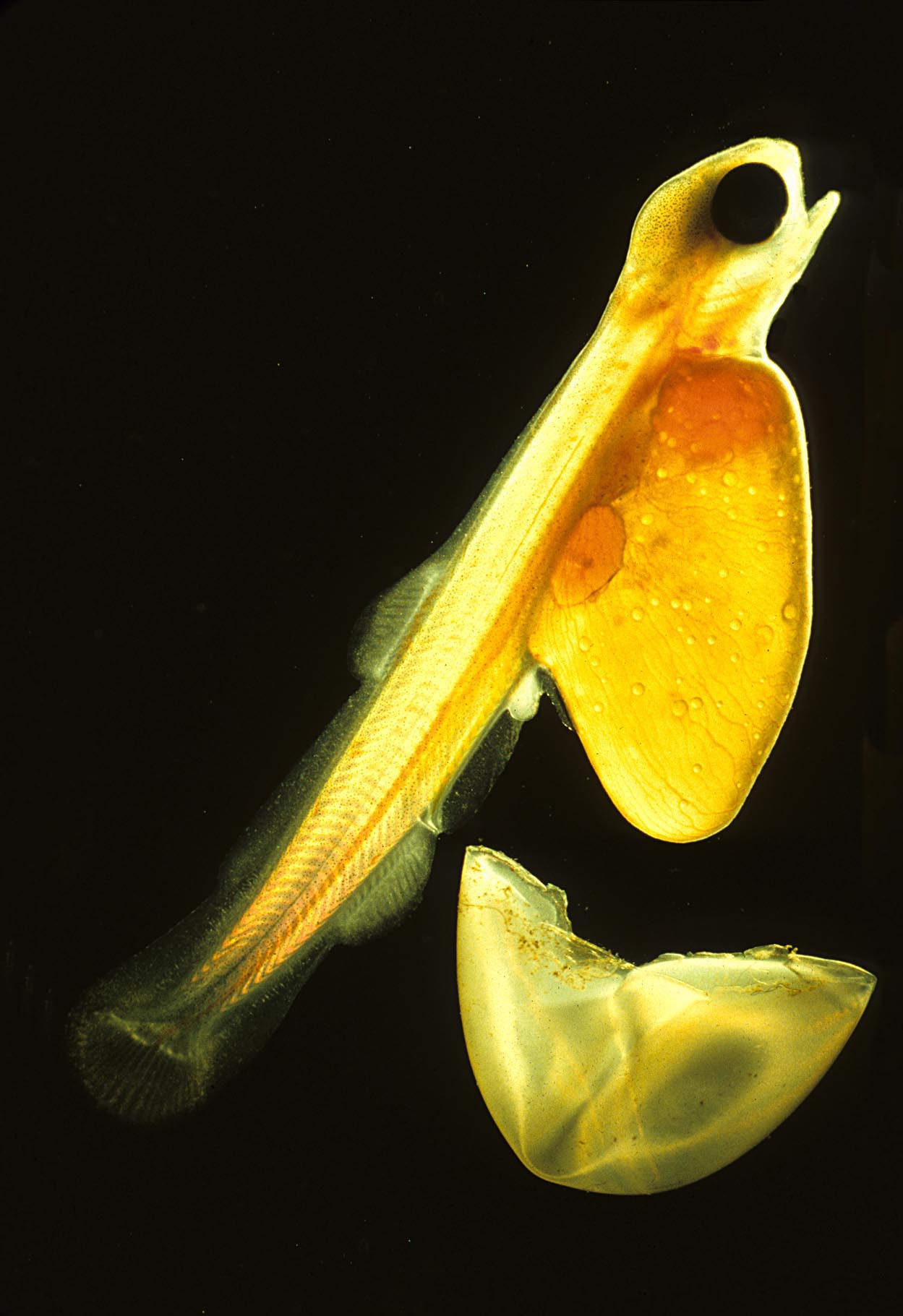
Postać larwalna łososia z woreczkiem żółtkowym tuż po wykluciu z jaja.

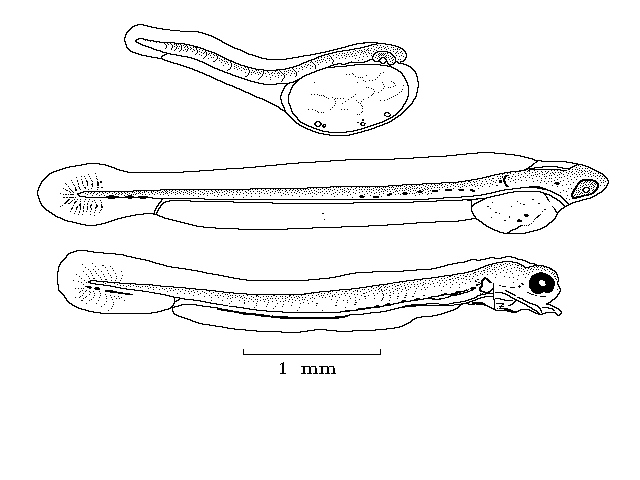
Poszczególne fazy postaci larwalnej, po przejściu których narybek rozpoczyna samodzielne zdobywanie pokarmu

Narybek, zarybek – młode, małe ryby (do ukończenia pierwszego roku życia), które po zużyciu zawartości woreczka żółtkowego rozpoczęły samodzielne zdobywanie pokarmu. W rozwoju narybku wyróżniane są dwa stadia: letnie (lipcówka) i wiosenne. W pierwszym stadium – od ukończenia stadium larwalnego do połowy pierwszego sezonu wegetacyjnego – narybek ma całkiem inny wygląd niż dorosłe ryby. Nie można rozróżnić płci u tak młodych ryb. W drugim stadium ryby stają się w pełni ukształtowane.